# Gallows
Gallows (pol. Szubienica) – angielski zespół grający muzykę hardcore punk założony w 2005 roku. Ich debiutancka płyta pt. Orchestra of Wolves została wydana w Stanach Zjednoczonych przez niezależną wytwórnie płytową Epitaph Records. Niedawno też grupa podpisała kontrakt z wytwórnią Warner Bros.

## Historia
Zespół powstał w 2005 roku w brytyjskim mieście Hemel Hempstead, założony został przez Franka Cartera (wokal) i Laurenta Barnarda (gitara). Grupa nazwała się Gallows (Szubienica); gitarzysta wytłumaczył, że nazwa ma obrazować ich mroczne poczucie humoru. Dodał jeszcze, że nie chodzi im o wieszanie ludzi. Do nowej kapeli wkrótce dołączyli Paulo Laventure (gitara), Stuart Gili-Ross (gitara basowa) i Lee Barratt (perkusja). W czerwcu 2006 roku został zmieniony gitarzysta - na miejsce Laventure wstąpił brat wokalisty, Steph Carter. Ich debiutancki album Orchestra of Wolves został nagrany za jedyne 1000 funtów w pomieszczeniach biurowych, wydany 25 września 2006 roku w Anglii, nakładem wydawnictwa In at the Deep End Records. Otrzymał on bardzo dobre recenzje. Magazyn Kerrang! nazwał zespół przyszłością punk rocka. 10 lipca 2007 roku płytę wydała w Stanach Zjednoczonych niezależna wytwórnia płytowa Epitaph Records. W tym samym roku grupą zainteresował się Warner Bros, podpisał z nimi kontrakt na reedycję albumu w Anglii i kolejny krążek, płacąc za to milion funtów.
W 2007 zespół koncertował na takich znanych festiwalach jak South by Southwest, Download Festival czy Reading Festival, gdzie kolega Franka Cartera zrobił mu tatuaż na oczach widowni. Grupa wzięła też udział w trasie Taste of Chaos.

## Przyszłość
W wywiadzie dla NME, Frank Carter zaznaczył, że zespół rozpadnie się po 2009 roku (po 5 latach wspólnego grania) i skomentował to tak:

Gallows nie jest moim życiem. To hobby, za które mi płacą. Zajmuję się tatuażem artystycznym – to zawsze będzie moje najważniejsze zajęcie. Granie w zespole to tylko zabawa. Odchodziłem cztery razy, zanim podpisaliśmy kontrakt z majorsem. Gallows nie przetrwa pięciu lat.

Jak zaznaczył również, nagrają następny album, a może nawet trzeci.

## Wyróżnienia
Grupa wygrała w 2007 roku nagrodę Kerrang! Award for best British Newcomer.
Ich singel In The Belly of a Shark został użyty w grze komputerowej Guitar Hero III: Legends of Rock.
Zespół nakręcił wideo do piosenki Staring At The Rude Bois; w oryginale wykonywał ją brytyjski zespół punkowy The Ruts.
Teledysk był emitowany w MTV2. Był to pierwszy singel Gallows, który znalazł się w angielskiej liście Top 40 (dokładnie na 31. miejscu) 25 listopada 2007 roku.
Gallows został nominowany do nagrody Metal Hammer Awards w kategorii Best Live Band.

## Skład

### Aktualny skład
- Wade MacNeil – wokal (od 2011)
- Laurent Barnard – gitara (od 2005)
- Stuart Gili-Ross – gitara basowa (od 2005)
- Lee Barratt – perkusja (od 2005)

### Byli członkowie
- Frank Carter – wokal (2005-2011)
- Paulo Laventure – gitara (2005)
- Steph Carter – gitara (od 2005-2013)

## Dyskografia

### Studyjne
- Orchestra of Wolves (2006)
- Grey Britain (2009)
- Gallows (album) (2012)
- Desolation Sounds (2015)

### Dema i EP
- Demo (2005) (CDR)
- Demo (2007) (7" Reissue)
- Gallows/November Coming Fire Split 7"

### Single
- Abandon Ship
- In the Belly of a Shark
- Staring At The Rude Bois
- Just Because You Sleep Next to Me Doesn't Mean You're Safe

## Nagrody i wyróżnienia
| Rok  | Kategoria             | Tytułem | Nagroda         | Nota | Źródło |
| ---- | --------------------- | ------- | --------------- | ---- | ------ |
| 2007 | Best British Newcomer | Gallows | Kerrang! Awards | Laur | [ 8 ]  |